# デクアン・ジョーンズ
デクアン・ジョーンズ（DeQuan Jones, 1990年6月20日 - ）は、アメリカ合衆国のプロバスケットボール選手。ジョージア州出身。ポジションはスモールフォワード兼パワーフォワード。

## 来歴
アメリカ合衆国ジョージア州生まれ、マイアミ大学出身。2012-13シーズンはNBAオーランド・マジックでプレー。その後、Dリーグ・リノ・ビッグホーンズやNBL・千葉ジェッツふなばし等を経て2020-21シーズンからB.LEAGUE ・西宮ストークスに所属している。2022-23シーズンの2月1日から同シーズン終了まで滋賀レイクスに期限付き移籍。